# Propolis

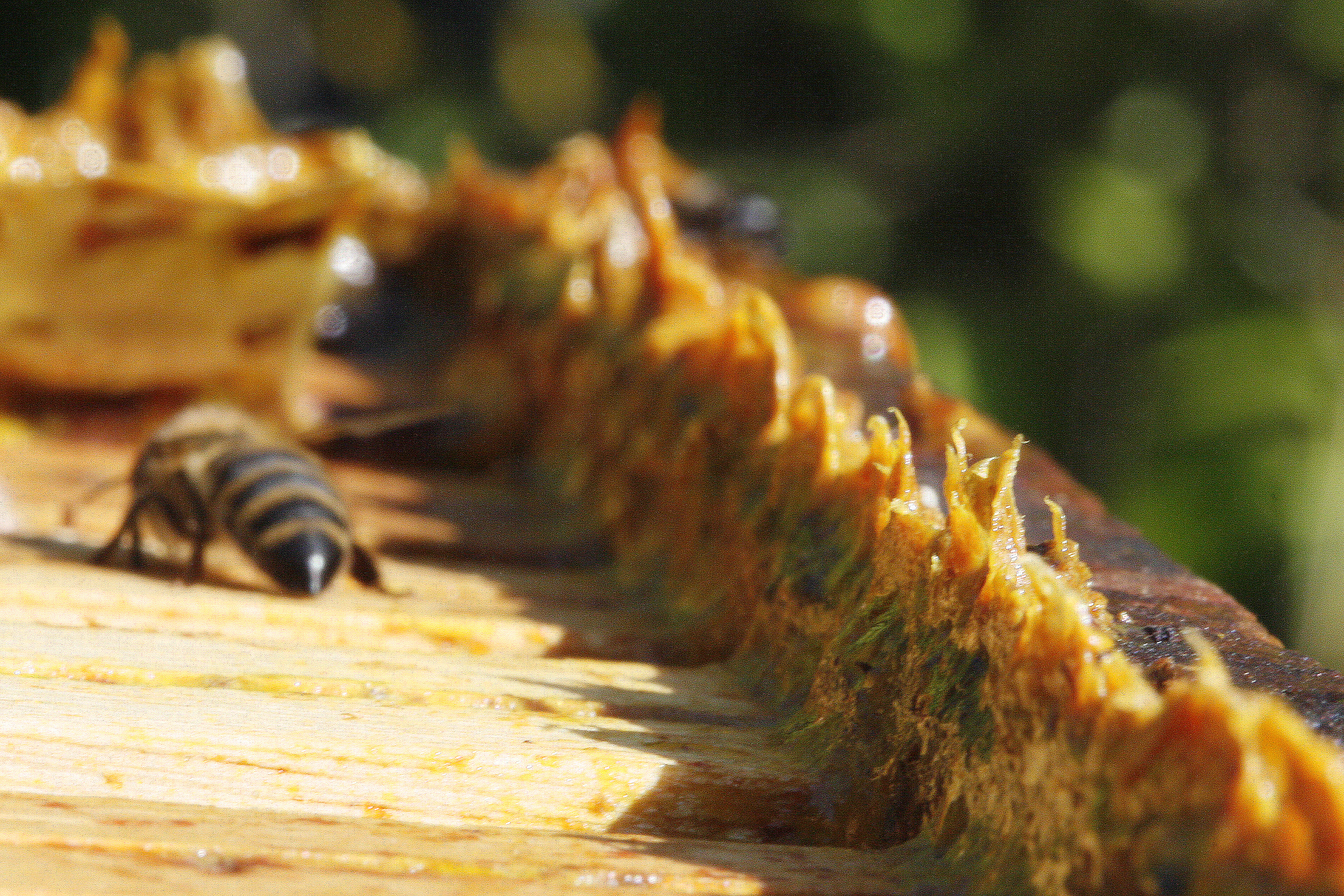
Propolis an einer Bienenbeute

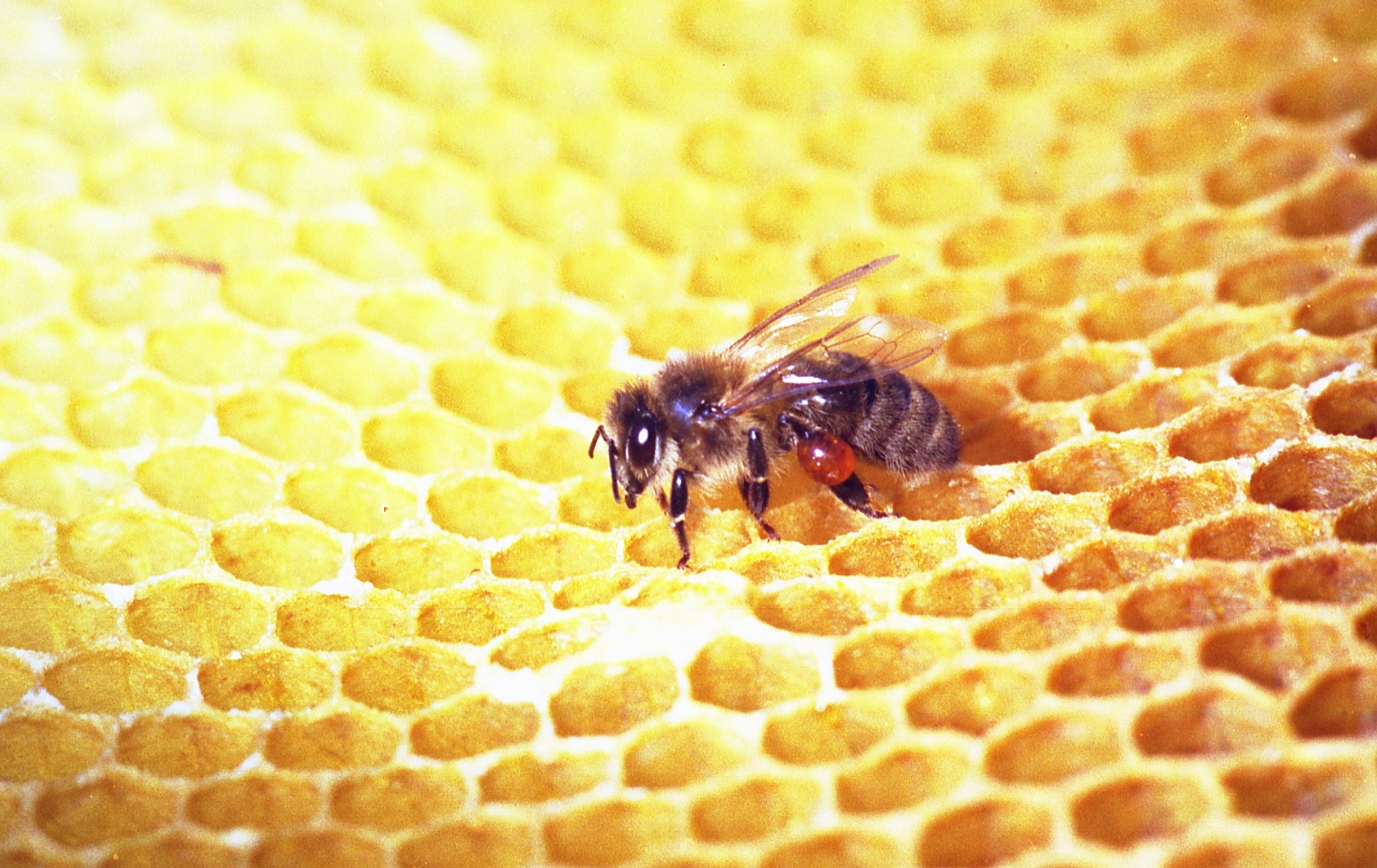
Propolis am Bein einer Biene

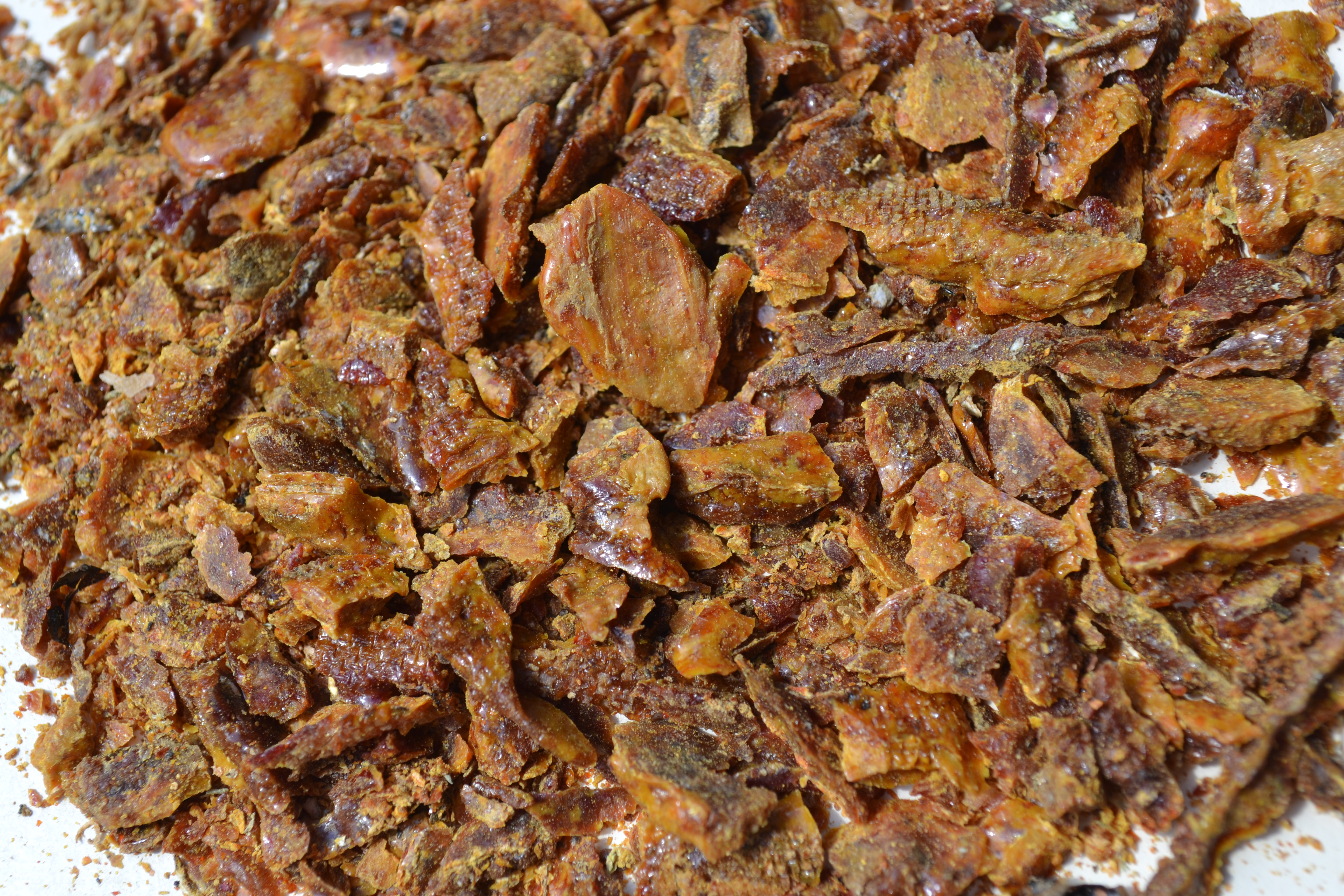
Geerntetes Rohpropolis

Die Propolis (altgriechisch πρό pró „vor“ und πόλις pólis „Stadt“ – wegen des häufigen Vorkommens an den Fluglöchern von Bienenstöcken), auch Vorstoß, Stopfwachs, Bienenharz, Bienenleim, Bienenkittharz, Kittharz oder Kittwachs genannt, ist eine von Bienen hergestellte harzartige Masse mit antibiotischer, antiviraler und antimykotischer Wirkung. Propolis ist ein Gemisch aus vielen unterschiedlichen Stoffen, deren Zusammensetzung stark variieren kann.
Da die Insekten in einem Bienenstock auf engem Raum bei etwa 35 °C und hoher Luftfeuchtigkeit zusammenleben, herrschen dort ideale Bedingungen für die Ausbreitung von Krankheiten. Deshalb dient Propolis den Bienen zum Abdichten von kleinen Öffnungen, Spalten und Ritzen sowie gleichzeitig dazu, in den Stock eingeschleppte oder vorhandene Bakterien, Pilze und andere Mikroorganismen in ihrer Entwicklung zu hemmen oder abzutöten. Hierzu werden verschiedene Oberflächen, wie beispielsweise das Innere der Wabenzellen für die Brut, mit einem hauchdünnen Propolisfilm überzogen. Im Bienenstock vorhandene, von den Bienen nicht entfernbare Fremdkörper oder Unrat werden ebenfalls mit diesem Stoff abgekapselt.

## Entstehung und Zusammensetzung
Der Grundstoff wird von Honigbienen als harzige Substanz an Knospen und teilweise an Wunden verschiedener Bäume (in Europa hauptsächlich Birken, Buchen, Erlen, Fichten, Pappeln, Rosskastanien und Ulmen) gesammelt (etwa 55 % Naturharz und Pollenbalsam).
Weiterverarbeitet, mit etwa 30 % Wachs, etwa 5 % Pollenanteilen, etwa 10 % ätherischen Ölen aus den Blütenknospen und Speichelsekret (Fermenten) angereichert, handelt es sich um ein bei Stocktemperatur klebriges Baumaterial, das oft noch mit Bienenteilen und kleinsten Holzstücken verunreinigt ist.
Harz und Pollenbalsam der Propolis sind reich an Flavonoiden wie beispielsweise Chrysin, Galangin, Pinocembrin, Pinobanksinacetat, Prenylflavonoid, Isonymphaeol-B, Nymphaeol-A, Nymphaeol-B und Nymphaeol-C. Auch Gummi, Phenole (Zimtsäure, Cumarsäure, Kaffeesäure, Ferulasäure, Isoferulasäure) und deren Ester sowie Polysaccharide sind in Propolis enthalten.
Propolis wird am häufigsten im Herbst von den Bienen in den Bienenstock eingebracht; dies ist vom örtlichen Harzangebot des Baumbestandes abhängig. Ein Bienenvolk kann zwischen 50 und 500 g Propolis pro Jahr einbringen.

## Gewinnung
Der Imker kann an verschiedenen Stellen des Bienenkastens (Magazin-Beute), wo von den Bienen Ritzen o. ä. verkittet wurden, die Propolis abkratzen. Gezielter kann Propolis durch das Auflegen eines speziellen feinmaschigen Kunststoffgitters gewonnen werden. Die Bienen verkitten diese störenden Zwischenräume. Das Gitter wird danach entnommen und in den Gefrierschrank gelegt. Bei diesen tiefen Temperaturen ist Propolis dann sehr spröde und springt beim leichten Biegen des Kunststoffgitters von diesem ab.
Eine weitere Verarbeitung des so gewonnenen Rohstoffs kann dann durch das Auflösen in hochprozentigem Alkohol und anschließendes Herausfiltern von Verunreinigungen erfolgen.

## Analytik
Aufgrund der komplexen Zusammensetzung werden für die qualitative und quantitative Analytik Verfahren  der hochauflösenden HPLC in Kopplung mit der Massenspektrometrie eingesetzt. Auch die Gaschromatographie mit Massenspektrometrie-Kopplung kommt nach angemessener Probenvorbereitung zum Einsatz zur Bestimmung der Propolisinhaltsstoffe.
Die genannten Verfahren können ebenfalls zur Bestimmung von  Pestiziden in Propolisprodukten eingesetzt werden.

## Eigenschaften
Propolis ist eine braungelbe, harzartige Masse mit aromatischem Geruch. Sie löst sich nur teilweise in Wasser und in Ethanol. Als Naturstoffgemisch hat Propolis vielfältige Wirkungen.

### Antioxidative Wirkung
Propolis soll oxidativem Stress entgegenwirken. Im Tierversuch wurde an Ratten die Bindung reaktiver Sauerstoffspezies („Radikalfänger“) durch Propolis gezeigt. Hierfür werden antioxidativ wirksame  prenylierte Flavonoide verantwortlich gemacht.

### Antimikrobielle und virostatische Wirkung
Die antibiotischen Wirkungen von wässrigen und alkoholischen Propolis-Extrakten sowie einzelner Propolis-Inhaltsstoffe wurden im Agardilutionstest und Agardiffusionstest gegenüber grampositiven und gramnegativen Keimen nachgewiesen. Darüber hinaus wurde eine antivirale Wirkung gegenüber Rhinoviren und Herpesviren im Plaque-Reduktionstest festgestellt. Propolis wirkt wachstumshemmend auf Candida albicans und Hautpilze (Dermatophyten).
Propolis zeigte im Tierversuch an Mäusen bakterizide, antimykotische und virostatische Wirkung.  Einige der Wirkungen werden mit denen der Flavonoide für vergleichbar gehalten. Die antibakterielle Wirkung wird Pinocembrin und Galangin, die antimykotische und virostatische Wirkung Pinocembrin und Kaffeesäure-estern – vor allem dem Kaffeesäure-2-phenylethylester  – zugeschrieben.

### Wundheilung fördernde Wirkung
Propolis soll die Wundheilung fördern. Für die Granulationsförderung werden Apigenin und Luteolin verantwortlich gemacht.

### Zytotoxische Eigenschaften
Propolis hat eine zytotoxische Wirkung. So konnte es etwa im Tierversuch an Mäusen das Wachstum von eingepflanzten Krebstumoren hemmen.

### Allergenität
Durch verschiedene enthaltene Kaffeesäure-Derivate (Kaffeesäure-(1,1-dimethylallylester) sowie weitere Kaffeesäure-Ester), Benzylcinnamat und Benzylsalicylat wirkt Propolis als Kontaktallergen. Sowohl bei Anwendung als Arzneimittel als auch bei äußerlicher Anwendung in kosmetischen Mitteln wurden in Zusammenhang mit Propolis (kontakt)allergische Reaktionen beschrieben. Auch über vereinzelte Verdachtsfälle allergischer Reaktionen nach oraler Zufuhr wurde berichtet.

## Verwendung

### Haltbarmachung
Im Alten Ägypten wurde Propolis bei der Einbalsamierung von  Mumien verwendet.

### Oberflächenbeschichtung
Propolis kann zur Herstellung von Holzlasur verwendet werden. Auch zur Herstellung von Geigenlack für Cremoneser Violinen wurde Propolis verwendet.

### Gesundheitsbezogene Verwendung
Propolis wurde und wird in einem breiten Spektrum von Anwendungsgebieten therapeutisch genutzt, wozu verschiedene Darreichungsformen wie etwa Tinkturen, Salben, Mundwässer, Lutschtabletten, Nasensprays und Kapseln zum Einsatz kommen.
Äußerlich wird Propolis vorbeugend und therapeutisch bei Irritationen, Entzündungen und Verletzungen der Haut (Sonnenbrand, kleinere Schnitt- oder Schürfwunden, Ekzeme, medizinische Fußpflege) und Schleimhaut (medizinische Zahn- und Mundhygiene, kleinere Verletzungen im Mundraum, Aphthen, Entzündungen der Analschleimhaut) verwendet. Ethanolische Sprays und Lutschpastillen werden zum Schutz vor Infektionen und zur unterstützenden Behandlung bei leichten Schleimhautentzündungen im Mund- und Rachenraum angewendet. Auch in Pflegeprodukten für Haut und Haare wird Propolis verwendet. Lokal wird Propolis in Einreibungen und Salben zur Linderung rheumatischer Beschwerden benutzt.
Innerlich wird Propolis traditionell zur „Stärkung“ des Immunsystems und Vorbeugung vor Erkältungskrankheiten der unteren Atemwege (Bronchitis) angewendet. Wissenschaftlich aussagekräftige Hinweise auf eine mögliche Infekt-vorbeugende Wirkung fehlen aber. Daher sind diesbezügliche krankheitsbezogene Aussagen im Zusammenhang mit der Einnahme von Nahrungsergänzungsmitteln und mit der Unterstützung der Gesundheit der Atemwege, des Darms, der Leber, der Immunabwehr, der normalen Blutzirkulation, der Mundgesundheit und der antibakteriellen und antimykotischen Wirkung („Health Claims“) irreführend (§ 11, LFGB) und unzulässig.
Problematisch ist das Risiko für die Ausbildung teilweise schwerer Allergien bei Kontakt mit Propolis. Insbesondere Kontaktdermatitiden wurden berichtet. Etwa 1–6 % reagieren allergisch auf Propolis. Wegen möglicher Risiken sollten Schwangere und Stillende Propolis nicht einnehmen.